# Perinoia scutellaris
Perinoia scutellaris är en insektsart som beskrevs av Jacobi 1921. Perinoia scutellaris ingår i släktet Perinoia och familjen spottstritar. Inga underarter finns listade i Catalogue of Life.